# 그레샴궁

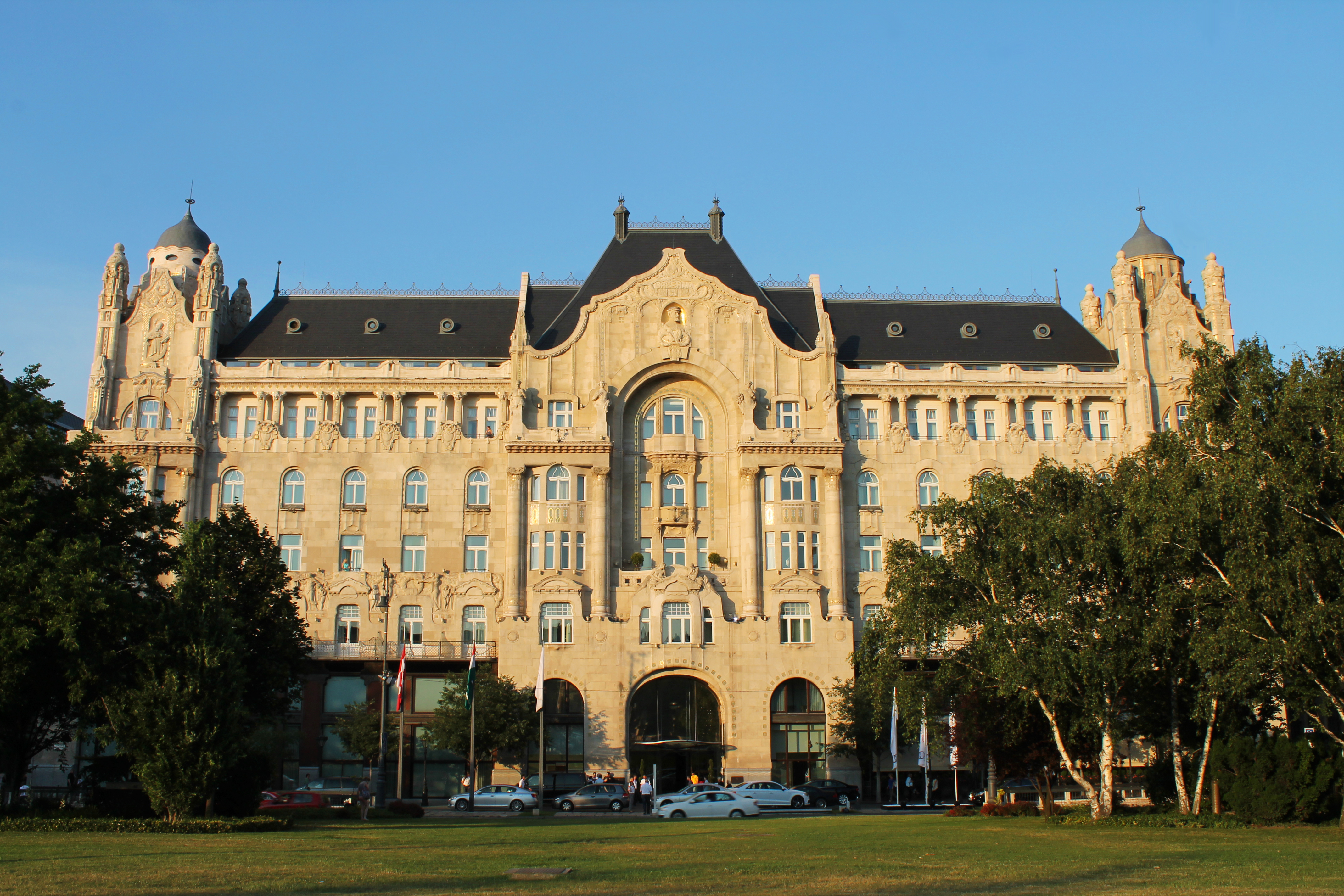
그레샴궁

그레샴궁(헝가리어: Gresham-palota)은 헝가리 부다페스트에 있는 아르누보 양식의 건축물이다. 1906년 사무실과 아파트 건물로 완공되었으며, 현재는 포시즌스 호텔에서 운영하는 고급 호텔인 포 시즌스 호텔 부다페스트 그레샴 팰리스(Four Seasons Hotel Budapest Gresham Palace)로 운영되고 있다. 다뉴브강을 따라 위치하고 있다.

## 역사
이 부지는 한때 1827년에 지어진 신고전주의 궁전인 나코 하우스가 있던 곳이다. 1880년 런던에 본사를 둔 그레셤 생명보험 회사가 이 부지를 매입했는데, 당시 영국의 보험 회사가 주식에 투자하는 것은 불법이었지만 임대 수입은 허용 가능하고 합법적인 투자였다. 이 회사는 나중에 이 부지에 해외 본사를 짓기로 결정했고, 더 웅장한 배경이 필요하다고 결정했다. 그들은 지역 건축가인 퀴트너 지그몬트와 바고 요제프에게 구물을 설계하도록 의뢰했고, 1904년에 그레샴궁 건설을 시작하여 1906년에 완공하고 1907년에 문을 열었다. 16세기 영국 금융가 토머스 그레셤 경의 이름을 따서 명명되었다.
원래 이 건물은 사무실 건물이자 그레셤 회사의 고위 직원 거주지로 사용되었다. 제2차 세계 대전 이후 점령 기간 동안 적군은 이 건물을 막사로 사용했다. 헝가리 인민공화국 시절에는 아파트 건물로 사용되었다. 1990년 공산주의 정권이 종식된 후 정부는 이 궁전을 부다페스트 에 기증했다.
오베로이 호텔은 1991년에 이 건물에 있는 호텔을 관리하기로 계약을 맺었지만, 건물 거주자들과의 법적 분쟁으로 인해 오베로이는 1995년에 계약을 해지하게 되었다. 1998년에 그레스코 인베스트먼츠가 이 건물을 인수하여 부다페스트 문화유산 위원회로부터 원래의 아르누보 건축 양식을 유지하면서 고급 호텔로 재건축할 수 있는 승인을 받았다.
2001년에 이 건물은 아일랜드의 투자 회사인 퀸란 프라이빗에 인수되었다. 그들은 대형 계단, 스테인드 글라스, 모자이크, 철공, 겨울 정원과 같은 원래 세부 사항을 복원하여 구조물을 고급 호텔로 광범위하게 재건했다. 호텔은 2004년 6월에 재개장했다.